# Peñalba de la Sierra
Peñalba de la Sierra es una localidad del municipio español de El Cardoso de la Sierra, en el noroeste de la provincia de Guadalajara. Se ubica en la sierra de Ayllón.

## Historia
El territorio es repoblado durante la reconquista por la Comunidad de Villa y Tierra de Sepúlveda, quedando encuadrado el pueblo dentro del Ochavo de Sierra.
Hacia mediados del siglo XIX, el lugar, por entonces con ayuntamiento propio, tenía contabilizada una población de 225 habitantes. La localidad aparece descrita en el decimosegundo volumen del Diccionario geográfico-estadístico-histórico de España y sus posesiones de Ultramar de Pascual Madoz de la siguiente manera:

PEÑALBA DE LA SIERRA: l. con ayunt. en la prov. de Guadalajara (11 leg.), part. jud. de Tamajon (4), aud. terr. de Madrid (17), c. g. de Castilla la Nueva, dióc. de Toledo (29). sit. en un hondo circundado de elevadas sierras y combatido principalmente por los vientos del N.; su clima es frio y propenso á reumas: tiene 70 casas; la consistorial, escuela de instruccion primaria frecuentada por 30 alumnos, á cargo de un maestro dotado con 300 rs.; una igl. parr. (S. Pedro), matriz del anejo La Hiruela Vieja: el térm. confina N. Majadaelrayo; E. Cavida; S. Bocigano, y O. Riofrio; dentro de él se encuentran varias fuentes de esquisitas aguas: el terreno como de sierra, es agrio, peñascoso y de mala calidad; hay monte poblado de roble y brezo; dentro del térm. brota un arroyo que le fertiliza en parte: caminos, los que dirijen á los pueblos limítrofes, en mal estado por la aspereza del terreno: correo: se recibe y despacha en Buitrago, por un balijero. prod.: centeno, patatas, leñas de combustible y finos pastos, con los que se mantiene ganado lanar y merino, cabrio y vacuno; hay caza de perdices y bastantes lobos; en el arroyo se crian buenas truchas. ind.: la agrícola y un molino harinero. pobl.: juntamente con el anejo La Hiruela, 65 vec., 225 alm. cap. prod.: en igual forma, 1.288,572 reales. imp.: 90,200, contr.: 5,306.
(Madoz, 1849, p. 784)

Hasta la reforma de la nomenclatura municipal de 1916 el municipio se llamaba simplemente Peñalba. En dicha fecha su nombre fue modificado por el de Peñalba de la Sierra.

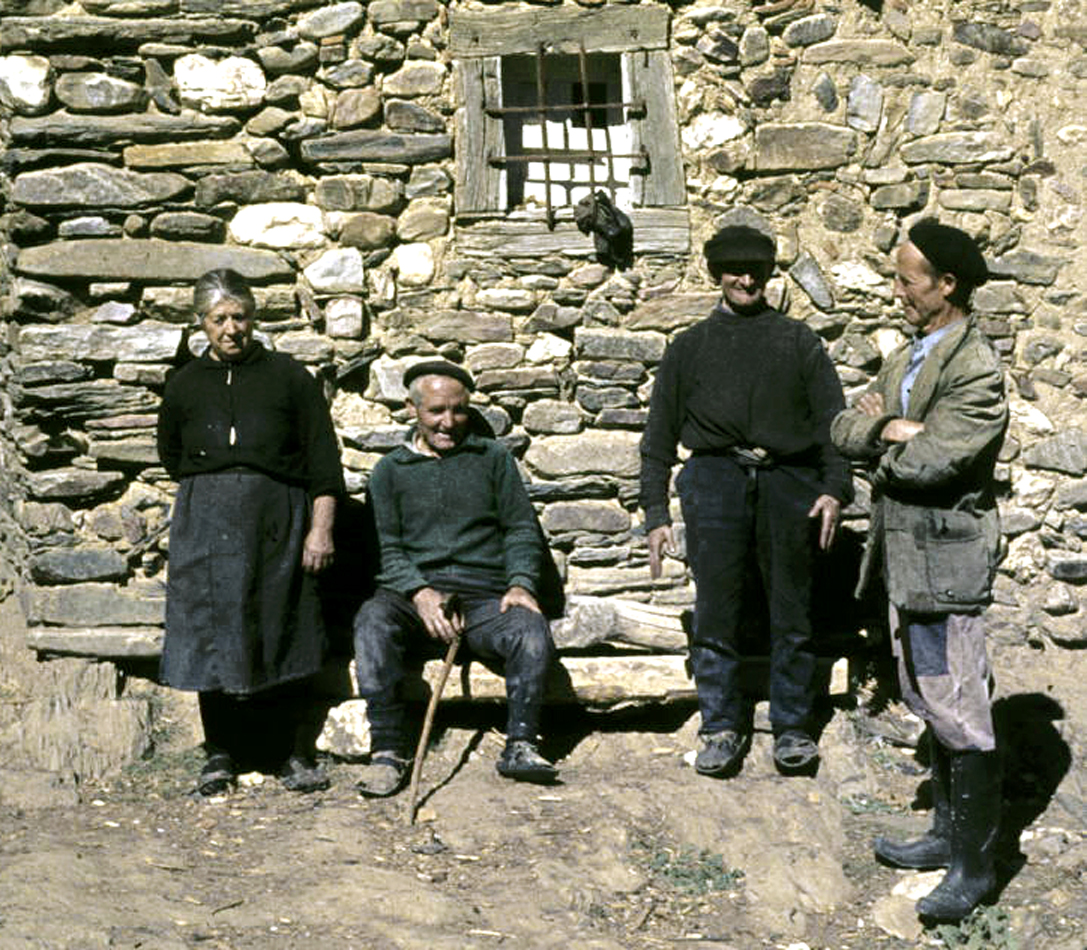
Lugareños en 1974

El 2 de febrero de 1956 un avión Junkers Ju 52 del Ejército del Aire español, que había despegado desde Valladolid y se dirigía a Zaragoza, se estrelló en la sierra muriendo sus siete ocupantes. No fueron descubiertos los restos y los cadáveres hasta el día 7. El municipio de Peñalba de la Sierra desapareció en 1970, al incorporarse junto con el de Bocígano al término municipal de El Cardoso de la Sierra.
Su entorno es de montaña, con mucha vegetación y fauna, en torno al río Jaramilla y al arroyo de Cañamar, donde se encuentra la cascada del Cañamar.

## Demografía
| Gráfica de evolución demográfica de Peñalba de la Sierra entre 1842 y 1960 |
| |
| Población de derecho según los censos de población del INE Población de hecho según los censos de población del INEEntre el censo de 1970 y el anterior, este municipio desaparece porque se integra en el municipio El Cardoso de la Sierra |

## Fiestas
Sus fiestas son el último fin de semana de agosto, son las fiestas patronales de san Ramón. Se junta toda la gente que vive en la zona y algunas personas que se trasladaron a otros lugares en busca de trabajo, se celebra la noche del sábado, hay una verbena.